# Can't Dance (Lisa Stansfield)
Can't Dance è un singolo della cantautrice britannica Lisa Stansfield estratto nel 2013 dall'album in studio Seven.

## Tracce
Download digitale
1. Can't Dance – 4:14